# دارالحفاظ
رواق دارالحُفّاظ قدیمی ترین رواق حرم امام رضا در مشهد است.

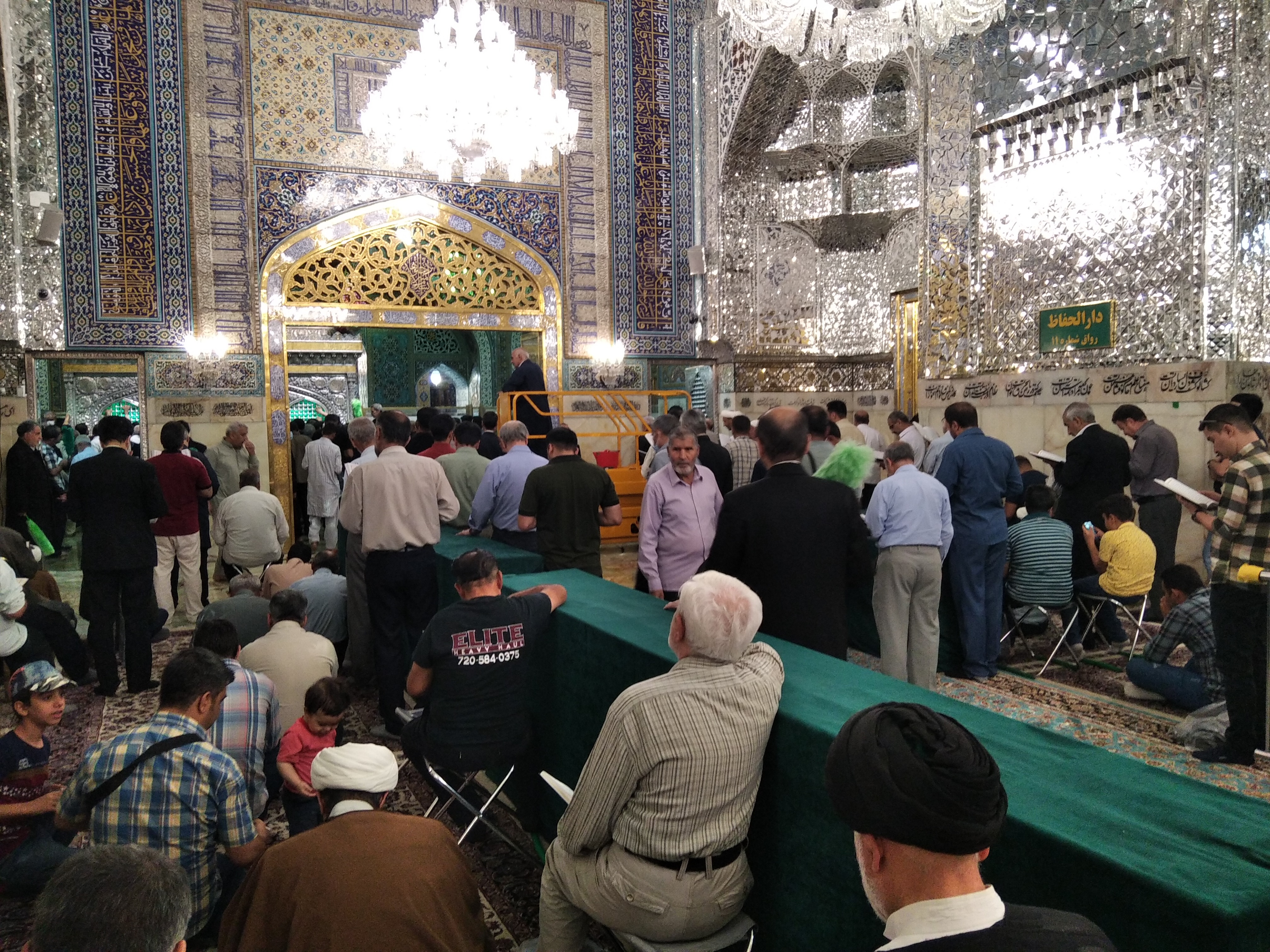
رواق دارالحفاظ، حرم امام رضا، مشهد، ایران

## تاریخچه
رواق دارالحفاظ با مساحت ۲۱۷ متر مربع در جنوب حرم امام رضا و شمال مسجد گوهرشاد در شهر مشهد قرار دارد و به دستور بانو گوهرشاد در اوایل قرن نهم هجری بنا شده‌است.
ابعاد این رواق این‌گونه است: عرض ۶۵/۸ متر، طول ۱۸ متر ارتفاع تا زیر سقف ۸/۱۲ متر و تا پشت بام ۴۶/۱۴ متر است.
این رواق هفت صفه دارد که سه صفه آن به طرف دارالسیاده و سه صفه به طرف دارالسلام و یک صفه به طرف مسجد گوهرشاد و این صفه‌ها به استثناء یک صفه باز شده و ارتباط بین دارالحفاظ و رواق دارالسیاده و دارالسلام و مسجد برقرار شده و زوار از آن‌ها رفت‌وآمد دارند و کف آن با سنگ مرمر مفروش و دیوارها و سقف آن با روش بسیار زیبائی آئینه کاری شده‌است.

## کاربری
رواق دارالحفاظ در جنوب ضریح حرم امام رضا قرار دارد و تالاری با کاربری عبادی است.

## دلیل نامگذاری
در این رواق تاریخی، مراسم خواندن قرآن و خطبۀ مخصوص حُفّاظ آستان قدس، همه روزه در دو نوبت، صبح و شام برگزار می‌شود. در این آیین که به نام مراسم صُفّه مشهور است، قاریان قرآن آستان قدس، همه روزه صبح و شام به خواندن قرآن و دعای دوازده بند خواجه نصیر می‌پردازند و به همین جهت، به نام دارالحفّاظ یا خانۀ قاریان و خوانندگان قرآن مشهور شده است.